# Франц фон Папен
Франц Йозеф Херман Михел Мариа фон Папен (на немски: Franz Joseph Hermann Michael Maria von Papen чуй) (29 октомври 1879 – 2 май 1969 г.) е германски политик, държавник и дипломат.
Папен принадлежи към 24-та подсъдими главни военни престъпници в Нюрнбергските процеси, изправени пред Международния военен съд, но е оправдан по всички обвинения (1946). При завършващ парламентарен съдебен процес е осъден от германски съд на 8 години трудов лагер (1947).

## Биография

### Ранни години
Франц фон Папен е роден на 29 октомври 1879 г. във Верл, провинция Вестфалия, Германска империя в заможно благородно семейство. Баща му е земевладелец.
Синът избира военната кариера и става лейтенант в кавалерийски полк през 1907 г. През 1913 г. е прехвърлен като капитан в Генералния щаб.

### Първа световна война
Служи като военен аташе най-напред в Мексико и по време на Първата световна война във Вашингтон. От САЩ е изгонен по обвинение в шпионаж и подривна дейност, а в това число и в планиране на диверсия, през 1915 г.
След това командва батальон на германо-френския фронт. През 1918 г. е изпратен да служи като началник-щаб в турската 4-та армия в Палестина.

### Междувоенен период
След войната Фон Папен в чин подполковник прекратява военната си кариера и започва да се занимава с политика. От 1921 до 1932 г. като член на дясното крило на католическата партия „Център“ представлява в Пруския ландтаг интересите на земеделците от избирателния си район. Провалил се в опита си да влезе в германския Райхстаг, той се присъединява към индустриалиста Флориан Клюкнер в опита му да придобие контрол над Германия, водещ католически ежедневник. Папен овладява значителен дял от акциите на вестника и става председател на управителния му комитет. По същото време се оженва за дъщерята на индустриалец от Саар, което му осигурява ценни връзки.

### Политическа дейност
Папен подкрепя антипарламентарната и антирепубликанската дясна политика. Националистическите и монархическите си идеи представя с псевдохристиянска лексика, която му спечелва малко популярност и привърженици. Член е на консервативния „Клуб на господата“ (на немски: Deutscher Herrenklub). Възползва се максимално от връзките си с духовенството като благороден католик, с райхсвера като бивш офицер от Генералния щаб и с индустриалците от Рейнланд чрез семейството на жена си.
На президентските избори през 1925 г. Фон Папен не подкрепя кандидата на собствената си партия Вилхелм Маркс, а фелдмаршал Паул фон Хинденбург и губи всякакво влияние вътре в партията.

### Райхсканцлер (1932)
На 1 юни 1932 г. е назначен, с подкрепата на генерал Курт фон Шлайхер, на канцлерския пост, освободен от Хайнрих Брюнинг. Фон Папен създава консервативен кабинет, в който влизат 4 барони и граф, като никой от тях няма значителна подкрепа в райхстага. Подиграван заради „Баронския си кабинет“, Папен дава да се разбере, че има намерение да върне германското общество към предишния му класов фундамент.
Партията на Фон Папен след назначаването му за канцлер разглежда приемането на поста от негова страна като предателство спрямо Брюнинг и от ръководството ѝ се взима единодушно решение той да бъде изключен. Кабинетът му (определян от него като „Кабинет на националната концентрация“) е толериран единствено от Германската национална народна партия (Deutschnationale Volkspartei).
На 4 юни с.г. по настояване на Фон Папен президентът Хинденбург разпуска райхстага и насрочва нови избори. Междувременно Фон Папен трябва да се справи с досадния проблем какво да се предприеме спрямо Хитлер и неговата набираща мощ партия. Така, в съответствие с обещанието си към Фон Шлайхер, премахва забраната на SA и SS (14 юни 1932 г.), а Хитлер му обещава подкрепа на правителството. На конференцията в Лозана (17 юни – 9 юли 1932) постига започнатото от Брюнинг, а именно намаляване на репарационния дълг на Германия на 3 милиарда райхсмарки. На 20 юли в демонстрация на сила Фон Папен сваля Пруското правителство, водено от лидера на социалдемократите Ото Браун, и се обявява за имперски комисар на областта (ръководител на правителството). На изборите за райхстаг на 31 юли Хитлеровата НСДАП става най-силната партия в парламента. Хитлер отхвърля предложението на Папен да стане вицеканцлер.
На 9 септември с извънреден закон от кабинета на Папен в сила влиза икономическа програма за разкриване на работни места, която предвижда засилване на държавните разходи чрез намаляване на надниците. Профсъюзите я отхвърлят. След потвърден с голямо мнозинство (512 на 42) вот на недоверие за правителството Хинденбург отново разпуска райхстага. За Фон Папен е невъзможно да спечели мнозинство на следващите избори за райхстаг на 6 ноември 1932 г. Популярността на комунистите силно нараства, а сблъсъците между военизираните формирования на КПГ и НСДАП стават все по-ожесточени. На 13 ноември 1932 г. Фон Папен изпраща писмо на Хитлер, с което го моли „да обсъдят обстановката“, но предложените от канцлера условия са отхвърлени от Хитлер като неприемливи. Райхсминистърът на отбраната Фон Шлайхер охладнява към Фон Папен заради твърде реакционерската му политика и отказва повече да го подкрепя.

#### Кабинет „Фон Папен“
юни – ноември 1932 г.
- Франц фон Папен – канцлер
- Константин фон Нойрат – райхсминистър на външните работи
- Вилхелм фон Гайл (DNVP) – райхсминистър на вътрешните работи
- Луц Шверин фон Крозиг – райхсминистър на финансите
- Херман Вармболд – райхсминистър на икономиката
- Хуго Шефер – райхсминистър на труда
- Франц Гюртнер (DNVP) – райхсминистър на правосъдието
- Курт фон Шлайхер – райхсминистър на отбраната
- Паул Фрайхер Елц фон Рюбенах – райхсминистър на пощите и комуникациите и райхсминистър на транспорта
- Магнус фон Браун (старши) – райхсминистър на изхранването и земеделието

29 октомври 1932 г.
- Франц Брахт и Йоханес Попиц стават райхсминистри без портфейл.

#### Сваляне от поста
Фон Шлайхер успява да убеди Фон Хинденбург да отстрани Фон Папен от всичките му постове. На 17 ноември Папен и целият му кабинет подават оставка, а на 3 декември 1932 г. канцлерският пост е поет от самия Фон Шлайхер.
Папен е твърдо решен да отвърне на този удар. Шлайхер му предлага да стане посланик в Париж, но Папен отказва. На 4 януари 1933 г. провежда историческа среща с Хитлер в Кьолн в дома на посредника им, заможния банкер Курт Шрьодер. Огорчен от предателството на Фон Шлайхер, Папен успява да убеди президента Хинденбург да направи Хитлер канцлер. На 29 януари 1933 г. президентът нарежда на Папен да проведе преговори с Хитлер за поемането от негова страна на канцлерския „пост по условията, предвидени в конституцията“. На следващия ден назначението на Адолф Хитлер е вече факт.

### Вицеканцлер (1933 – 1934)
Фон Папен по изискване на Паул фон Хинденбург става вицеканцлер и имперски комисар (глава на правителството) на Прусия. Президентът заявява, че е склонен да приема лично Хитлер само в присъствието на Папен. Поставяйки себе си на разположение на нацистите, Фон Папен вярва, че ще съумее да контролира Хитлер и отново да си спечели върховната политическа власт. На 21 март 1933 г. вицеканцлерът подписва указ за амнистия на престъпленията, извършени в хода на „националната революция“.
Като вицеканцлер Фон Папен участва, макар и неволно, в поемането на контрола на държавата от страна на Хитлер. През април Хитлер назначава себе си за имперски наместник на Прусия и така отнема пълномощията на Папен като имперски комисар. На 20 юли 1933 г. Папен подписва конкордат с Ватикана, а от 13 ноември е упълномощен да се занимава с въпросите на Саар.
На 17 юни 1934 г. в реч в университета в Марбург Фон Папен призовава нацистките ексцесии да бъдат спрени, да бъде сложен край на революцията, да се възстанови приличието в страната. Атакуван е и министърът на пропагандата Й. Гьобелс. Тази реч оказва влияние на целия процес, довел до „Нощта на дългите ножове“ (Nacht der langen Messer) на 30 юни 1934 г. При провежданата срещу SA чистка Папен прекратява работата си като вицеканцлер и е арестуван. В хода на събитията сътрудник в щаба му е убит, други 5 са арестувани. След освобождението му на 2 юли Папен отново подава оставка, заявявайки, че не може да изпълнява задълженията си, „докато не бъде реабилитирана неговата и на сътрудниците му чест“. Хитлер дава обещание да „възстанови авторитета“ му и да освободи сътрудниците му.
Двамата постигат споразумение – Папен ще остане на поста вицеканцлер до септември 1934 г., след което ще премине на служба в Министерството на външните работи.

### Посланик (1934 – 1944)
На следващия ден след неуспешния нацистки преврат в Австрия на 26 юли 1934 г. германският посланик във Виена фон Рит е сменен от Фон Папен. В Австрия Фон Папен работи за аншлус. Като посланик подпомага финансово и политически прогермански настроените националистически организации. Поставя си за цел да подкопае позициите на австрийския канцлер Курт фон Шушниг. На 25 януари 1938 г. австрийската полиция извършва обиск на помещенията на местния ръководен комитет на нацистите. Сред документите, по думите на самия Папен, е открит план, според който за повод за нахлуване в Австрия е трябвало да послужи убийството му. На 4 февруари 1938 г. след сгромолясването на правителството е свален от поста на ръководител на специалната мисия във Виена. Отзован е на 10 март 1938 г.
От 29 април 1939 г. до август 1944 г. служи като посланик в Анкара. На 14 август за военни заслуги е награден с орден „За заслуги“ – Рицарски кръст с мечове.

### Следвоенни години
През април 1945 г. Фон Папен е арестуван в Рур от войници на американската 9-а армия. Следващата година е изправен на съд пред Международния военен съд в Нюрнберг. Папен дистанцира себе си от вината на нацистите и се представя като изненадан от предявените му обвинения. Съдът го обвинява заради интригите му в операцията по аншлуса, но на 1 октомври 1946 г. го оправдава по всички обвинения, защото „такива постъпки са против политическия морал, но колкото и лоши да са, те не са наказуеми.“
През февруари 1947 г. германският денацификационен съд го осъжда на 8 месеца затвор като главен нацистки военнопрестъпник. Папен обжалва присъдата и през януари 1949 г. е обявен за виновен 2-ра степен и е освободен.
През 1950-те години Фон Папен се опитва безуспешно да се върне в политиката. Последните си години прекарва в замъка Бенценхофен в (Горна Швабия), където успява да напише и издаде няколко книги и спомени, разказващи главно за политиката му като канцлер през 1933 г. Умира в Оберзасбах, провинция Баден-Вюртемберг, Западна Германия на 2 май 1969 г.

## Публикации
- Appell an das deutsche Gewissen. Reden zur nationalen Revolution., Олденбург 1933 г.
- Der Wahrheit eine Gasse., Мюнхен 1952
- Europa, was nun? Betrachtungen zur Politik der Westmächte., Гютинген 1954 г.
- Vom Scheitern einer Demokratie. 1930 – 1933., Майнц 1968 г.

## Цитирана литература